# (2575) Bulgaria
(2575) Bulgaria (1970 PL) – planetoida z pasa głównego asteroid okrążająca Słońce w ciągu 3,36 lat w średniej odległości 2,24 j.a. Została odkryta 4 sierpnia 1970 przez Tamarę Smirnową. Planetoida należy do rodziny planetoidy Flora nazywanej też czasem rodziną Ariadne.